# Friedrich Veith
Friedrich Veith (* 24. April 1860 in Mainz; † 6. September 1908 in Sandbach) war ein hessischer Erfinder und Unternehmer, der in Sandbach die Veith-Werke gründete, wo er nach eigenen Patenten eine Fabrikation von Gummireifen eröffnete, aus der nachmals das Unternehmen Veith-Pirelli hervorging.

## Leben
Friedrich Veith war Sohn des früh verstorbenen Gastwirts und Hoteliers Heinrich Veith und seiner Frau Christine Veith, geborene Schäfer. Nach einem Ingenieurstudium legte Friedrich Veith 1882 das Examen ab und fand Anstellung in einer Mainzer Maschinenfabrik. 1886 übersiedelte er nach Gelnhausen und wurde Teilhaber an einem Bootsbaubetrieb und einem Sägewerk. 1889 ging er nach Frankfurt am Main zu der Gummiwarenfabrik Hölter & Hartmann und befasste sich dort als Betriebsingenieur mit Entwicklungs- und Organisationsaufgaben. Er strebte laufend nach der Verbesserung von Motorrad- und Fahrradbereifungen und ließ sich auf diesem Gebiet etliche Erfindungen patentieren.
Friedrich Veith heiratete am 4. April 1894 die aus Offenbach am Main stammende Philippine Wahlig und hatte mit ihr zwei Kinder, den Sohn Friedrich, geboren am 5. August 1895, und die Tochter Maria, geboren am 14. September 1896.
Mit seinem Schwiegervater Alexander Wahlig gründete er in Offenbach am 19. Dezember 1896 die Firma Veith & Co. und begann die Produktion von Bereifungen nach eigenen Patenten. Seine Ziele waren dabei auf Steigerung der Lebensdauer, Minderung von Verschleiß und auf Rutschfestigkeit gerichtet. Er erkannte, dass durch die Einführung einer allgemeinen Norm im Reifenbau die Produktion wesentlich rationeller und kostengünstiger zu gestalten sein würde.
Als Friedrich Veith ein Benz-Automobil erwarb, wurde er mit den Mängeln der damals üblichen Bereifung konfrontiert. Die Lebensdauer der üblichen Hochdruck-Wulstbereifung belief sich auf bestenfalls 2000 bis 3000 Kilometer. Auf Reisen war die Mitnahme von mitunter vier, sechs oder mehr Ersatzreifen und Schläuchen empfehlenswert. Unzählige auf den Straßen herumliegende klobige Hufnägel zerstörten die Bereifung immer wieder. Ein Reifenwechsel dauerte rund eine Stunde, das ganze Rad musste abmontiert werden, beim Hinterrad auch die Antriebskette.
Ab 1902 begann sich Veith mit Dampf-Automobilen zu befassen. Er entwarf Dampfwagen, die gegenüber den damals aufkommenden schweren Serpollet-Fahrzeugen von leichterer Bauart sein sollten. Als entsprechende Konstruktionspläne fertig waren, erbat er sich vom Großherzog von Hessen dessen Begutachtung und eine Besichtigung. Dieser empfahl ihn an den technikbegeisterten Prinz Heinrich von Preußen, den jüngeren Bruder des deutschen Kaisers. Mit ihm entwickelte sich bis zu seinem Lebensende eine umfangreiche Korrespondenz, wobei Prinz Heinrich bald empfahl, von den Dampfwagen Abstand zu nehmen und seine Erfindergabe ganz auf Bereifungen zu konzentrieren.
Im Sommer 1903 kaufte Friedrich Veith in Sandbach im Odenwald eine ehemalige Ölmühle an der Mümling mit Wasserkraftnutzung. Er verlegte seine Reifenproduktion dorthin, um genormte Qualitätsreifen herzustellen. Er war der erste Reifenproduzent in Europa, der in Absprache mit den seinerzeit größten Automobilfabriken eine Reifen-Norm und ebenso genormte Felgen einführte. Veith stellte seine Reifen den Werken Benz und Daimler zwecks Erprobung zur Verfügung. Als der Kaiser die Ausstattung der Verkehrstruppen des Heeres mit einer Anzahl Veith-Reifen befürwortete, wurden sie dort ausgiebigen Belastungs- und Bewährungsproben unterzogen. Am 13. November 1903 wurde beim Amtsgericht Höchst die Firma Veith & Co. Veithwerke bei Höchst i. Odw. zu Sandbach eingetragen.
Die in Sandbach hergestellten Reifen zeigten eine erstaunliche Betriebssicherheit und Lebensdauer. Seine am weitesten entwickelte Reifenbauart bezeichnete er als Radialreifen.
Veith erhielt einen Auftrag der Germaniawerft zur Lieferung der Bereifung für zwei Lastkraftwagen. Sie sollten ein Gesamtgewicht von 100 Zentnern zu tragen imstande sein. Wegen der Unzulänglichkeit der damaligen Pneumatic-Reifen hatte man seinerzeit gänzlich davon abgesehen, Wagen mit mehr als 1000 kg (20 Zentner) Eigengewicht zu bauen. Veith war jedoch davon überzeugt, dass Reifen aus seiner Produktion einer solchen Beanspruchung gewachsen wären. Veith-Lkw-Bereifung bewährte sich namentlich beim Kaisermanöver.
Als sich Heeres- und Marineverwaltung entschlossen, alle Fahrzeuge mit Veith-Reifen auszurüsten, begann ein langwieriger und äußerst unangenehmer Streit mit der Continental AG, die, auch mit unlauteren Mitteln, namentlich durch Verletzung von Veith-Patenten, versuchten, den lästigen Konkurrenten aus dem Markt zu drängen. Veith sah sich zu einem zermürbenden gerichtlichen Patentstreit gezwungen, den er letztlich auch gewann.
Am 23. November 1906 wurde auf Betreiben von Friedrich Veith die Veithwerke AG mit Sitz in Sandbach gegründet, nachdem er Investoren gefunden hatte, um sein Unternehmen auf eine breitere Kapitalbasis zu stellen. Es verfügte nun über ein Grundkapital von 2.000.000,00 Mark.

## Krankheit und Tod
Friedrich Veith litt zunehmend unter heftigen Darmkoliken, sodass er nur noch mit großer Anstrengung seinen unternehmerischen Führungsaufgaben nachkommen konnte. Er konnte von seinem Krankenlager aus immer weniger Zeit und Kraft für die Prüfung wichtiger Schriftstücke aufbringen. So vermochte er zwar noch einige wichtige Entscheidungen zu treffen, doch starb er am 6. September 1908, erst im 49. Lebensjahr stehend.
Nach seinem Tod erhielt die Witwe Philippine Veith keinerlei Zahlungen von den Veith-Werken, keine Tantiemen aus Patenten, keine Unterstützung und mit ihren minderjährigen Kindern musste sie das Wohnhaus in den Veithwerken räumen. Auf Anraten der Verwandtschaft beantragte die Witwe Nachlassverwaltung, die letztlich 10 Jahre dauerte und in deren Verlauf der Nachlass von verschiedenen Seiten durch Kostenrechnungen, Honorare und Abschreibungen restlos ausgeschlachtet wurde.

## Nachwirken
Wenn es auch seitens der damaligen Geschäftsführung der Veith-Werke AG alles andere als eine noble Geste war, die Witwe des Gründers und Generaldirektors vollkommen mittellos ihrem Schicksal zu überlassen, so ist doch der Name Veith geblieben, dem das Breuberger Land eine erste wirtschaftliche Blüte zu verdanken hatte. Trotz mehrfacher Umbenennung heißt das Werk in Sandbach im Volksmund immer noch Die Veith.